# 브로드웨이-시청역

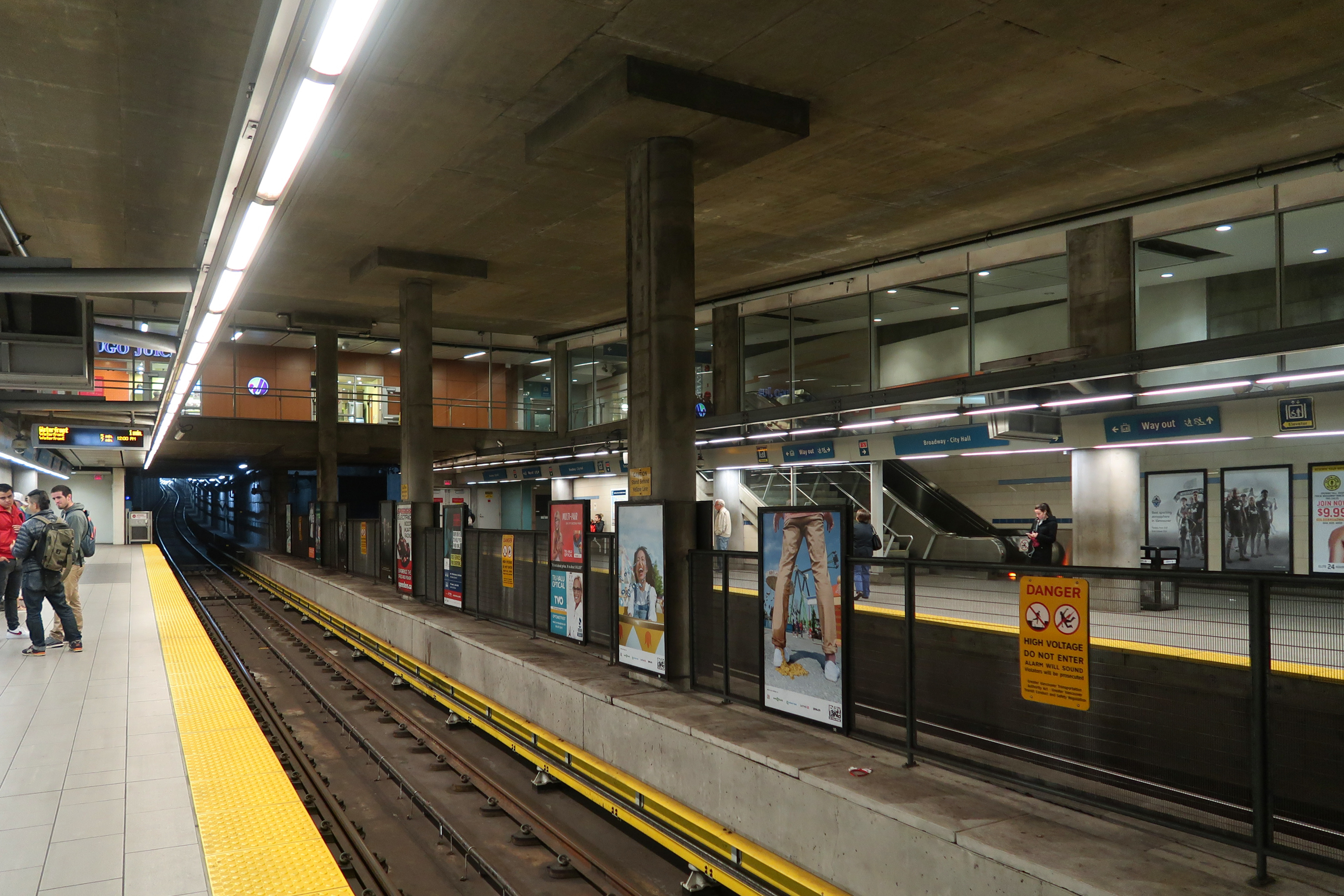
브로드웨이-시청역 승강장

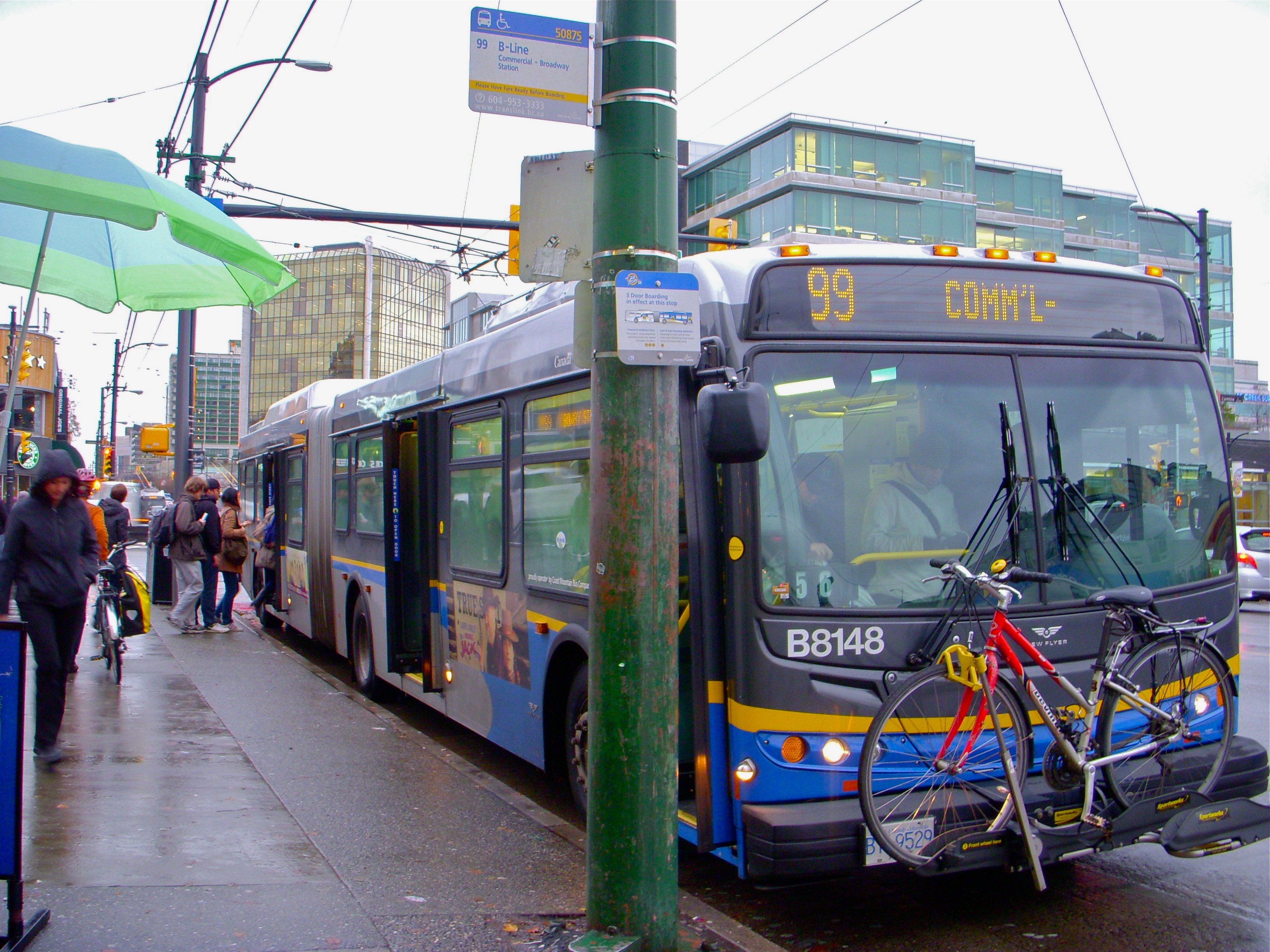
커머셜-브로드웨이역 방면 동행 99 B-라인 버스

브로드웨이-시청(Broadway–City Hall)역은 메트로 밴쿠버에 위치한 스카이트레인 캐나다선 역이다. 이 역은 브리티시컬럼비아주 밴쿠버의 웨스트 브로드웨이(West Broadway)와 캠비가(Cambie Street) 교차로에 위치하고 있으며, 밴쿠버 시청, 시티 스퀘어 쇼핑 센터, 밴쿠버 종합병원 및 관련 시설외에도 주변 페어뷰(Fairview)와 마운트 플레전트(Mount Pleasant) 인근 지역까지 도보 거리에 있다.

## 역사
브로드웨이-시청역은 2009년에 건설되어 나머지 캐나다선과 함께 개통되었다. 이 역은 승강장 영역 위의 큰 이중 높이 천장을 갖추고 있으며 건축은 VIA 건축(VIA Architecture)에서 설계했다.
2018년에는 밀레니엄선을 서쪽 종착역인 VCC-클라크역에서 아르부투스 가(Arbutus Street)까지, 최종적으로 브리티시 컬럼비아 대학교까지 연장할 것을 발표하였다. 완공되면 브로드웨이-시청역은 브로드웨이의 밀레니엄 선 승강장간 연결을 위해, 대합실에 "노크 아웃(knock-out)" 패널로 설계하여 브로드웨이 연장선의 환승 지점이 된다.

## 운행 정보
브로드웨이–시청역은 브로드웨이를 따라 동서간의 운행을 하는 #9 트롤리버스 노선, #15 Cambie Street(캠비가), 동쪽으로 커머셜-브로드웨이역, 서쪽으로 브리티시 컬럼비아 대학교(UBC)까지 운행하는 99 B-라인 등 다수의 버스 노선이 운행한다.

## 역 정보

### 역 구조
| S | 거리층                          | 출구                                                               |
| C | 대합실                          | 개집표기, 승차권 자동 판매기                                       |
| T | 상대식 승강장, 오른쪽 문이 열림 | 상대식 승강장, 오른쪽 문이 열림                                    |
| T | 1번 승강장 내행                 | ← ■ 캐나다선 워터프런트 방면 (올림픽 빌리지)                       |
| T | 2번 승강장 외행                 | → ■ 캐나다선 리치먼드-브리그하우스 / YVR-공항 방면 (킹 에드워드) → |
| T | 상대식 승강장, 오른쪽 문이 열림 |                                                                    |

### 출구
브로드웨이–시청역은 캠비가(Cambie Street)와 웨스트 브로드웨이(West Broadway)의 남동쪽 모퉁이에 위치하며 하나의 출구로 운영한다. 커머셜-브로드웨이역행 99 B-라인 버스는 이 출구 앞에 정차한다.
캠비가와 웨스트 브로드웨이의 북서쪽 모퉁이에 있는 교차로 개발로 밴쿠버시의 역출구를 위한 공간 마련이 요구되었다. 이 출구는 아직 지어지지 않았다.

### 연결 가능한 버스 노선
역 인근에 정차하는 버스 노선은 아래와 같다.:
| Bay | 위치            | 노선                                                                                        |
| --- | --------------- | ------------------------------------------------------------------------------------------- |
| 1   | 브로드웨이 동행 | 99 B-라인 커머셜-브로드웨이역 행 N9 Coquitlam Central Station(코퀴틀럼 센트럴역) (심야버스) |
| 2   | 캠비가 북행     | 15 Olympic Village Station(올림픽 빌리지역) N15 Downtown(다운타운) (심야버스)               |
| 3   | 캠비가 남행     | 15 Cambie(캠비) N15 Cambie(캠비) (심야버스)                                                 |
| 4   | 브로드웨이 서행 | 99 B-라인 UBC 행 N9 Downtown(다운타운) (심야버스)                                           |
| 5   | 브로드웨이 서행 | 9 Alma(앨마) N9 Downtown(다운타운) (심야버스)                                               |
| 6   | 브로드웨이 동행 | 9 Boundary(바운더리)                                                                        |